# Thorsteinn Einarsson
Thorsteinn Einarsson (Reikiavik, Islandia, 19 de marzo de 1996) es un músico austriaco-islandés que se hizo conocido a través del concurso de talentos austríaco Die große Chance . 

## Biografía
Einarsson es hijo de un padre islandés y una madre austriaca. Se mudó a Salzburgo por primera vez a la edad de cinco años, donde su padre estudió canto. Después de tres años, sus padres se separaron y él se mudó con su madre de nuevo a Reikiavik. A los once años, fundó su primera banda. A los 14 años, regresó a Salzburgo, donde su padre trabajaba como cantante de ópera. Después de su educación, comenzó un aprendizaje de cocina. En 2014, participó en el concurso de talentos Die große Chance, donde terminó en cuarto lugar. En los Premios Amadeus 2015 fue galardonado en la categoría Compositor del año. 

## Discografía

### Álbumes
| Título | Detalles                                                                                  | Posiciones máximas en las listas |
| Título | Detalles                                                                                  | AUT                              |
| ------ | ----------------------------------------------------------------------------------------- | -------------------------------- |
| 1;     | - Publicado: 22 de abril de 2016 - Discográfica: Columbia - Formato: descarga digital, CD | 6                                |
| IngI   | - Publicado: 24 de mayo de 2019 - Discográfica: Columbia - Formato: descarga digital, CD  | 4                                |

### Sencillos
| Título       | Año  | Posiciones máximas en las listas | Álbum |
| Título       | Año  | AUT                              | Álbum |
| ------------ | ---- | -------------------------------- | ----- |
| "Aurora"     | 2014 | 26                               | 1;    |
| "Leya"       | 2014 | 7                                | 1;    |
| "Kryptonite" | 2016 | 37                               | 1;    |
| "Galaxy"     | 2018 | -                                | IngI  |